# تاریخ کامبوج

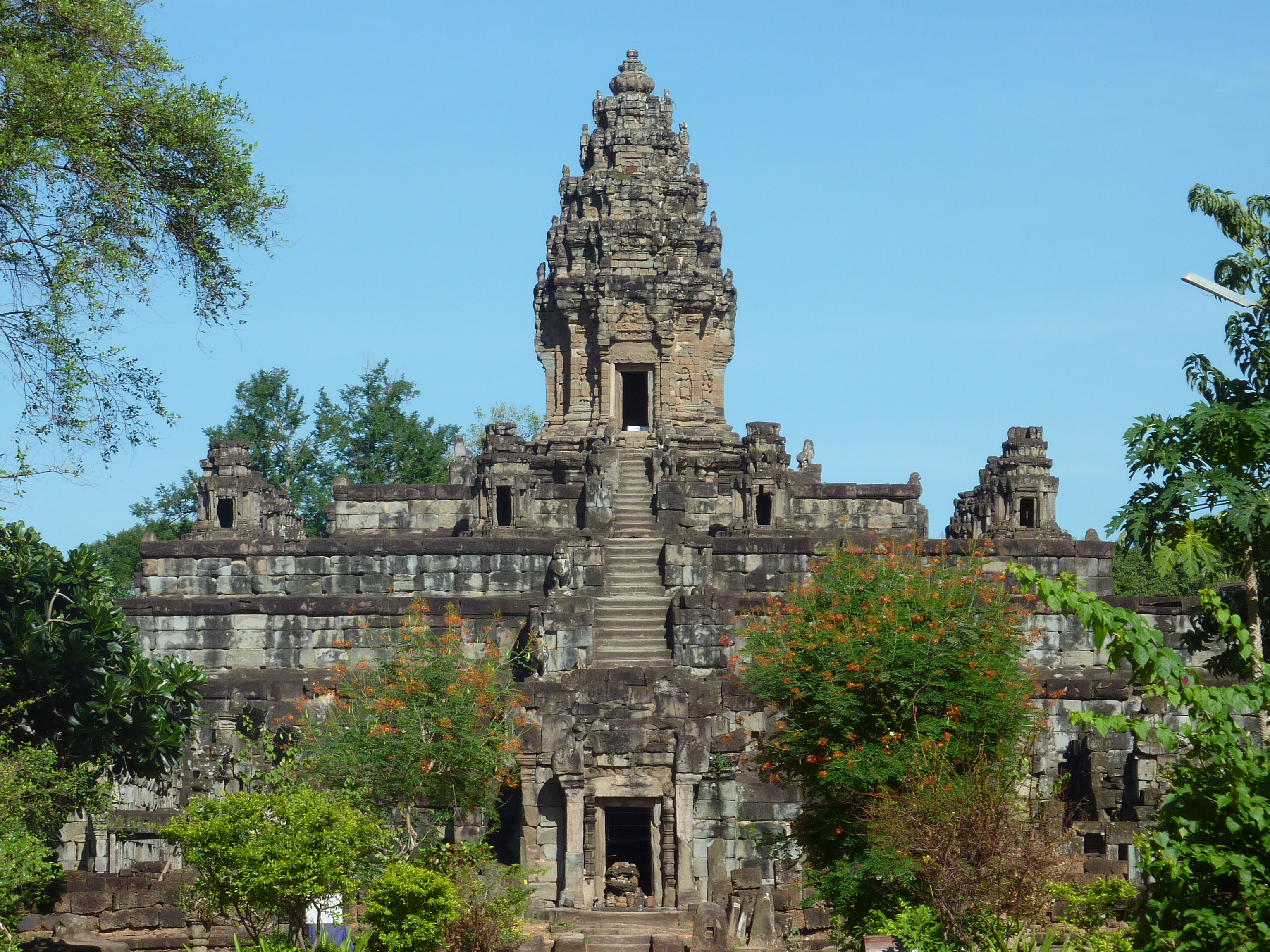
باکونگ، یکی از اولین کوه‌های معبد در معماری خمر

تاریخ کامبوج، کشوری در سرزمین اصلی آسیای جنوب شرقی، می‌تواند حداقل به هزاره ۵ پیش از میلاد بازگردد. سوابق تفصیلی از ساختار سیاسی در قلمرو آنچه اکنون کامبوج نامیده شده‌است برای اولین بار در سالنامه‌های چینی با اشاره به فونان (Funan) ظاهر می‌شود، پولی که شامل جنوبی‌ترین بخش شبه جزیره هندوچین در طی قرون ۱ تا ۶ است. از فونان به عنوان قدیمی‌ترین منطقه فرهنگ هندو اشاره شده‌است، که تعامل طولانی مدت اجتماعی و اقتصادی با شرکای تجاری دریایی از ایندوسفر (Indosphere) در غرب را نشان می‌دهد. در قرن ۶ یک تمدن، به نام چنلا یا ژنلا در اسناد چینی، به صورتی پایدار جایگزین فونان، به عنوان بزرگتر، کنترل مناطق بیشتری از هندوچین و بیش از یک مرکز منحصر به فرد از قدرت را در اختیار داشت.
جایاوارمان دوم در سال ۸۰۲ میلادی خود را پادشاه منطقه اعلام کرد و با بنیاد امپراتوری خمر، این امپراتوری توانست ۶۰۰ سال دوام آورده و با تسخیر بیشتر جنوب شرق آسیا به قدرت و ثروت زیادی دست پیدا کند. این پادشاهی که تحت تأثیر زیاد فرهنگی هندی قرار داشت پرستشگاه‌های عظیمی چون آنگکور وات را بنا نهاد و هندوئیسم و سپس بودیسم را به بیشتر جنوب خاوری آسیا گسترش داد. پس از سقوط آنگکور به‌دست آیوتهایا که در سده پانزدهم رخ داد، کامبوج با پادشاهان محلی اداره می‌شد تا این‌که فرانسه این کشور را در میانه‌های سده نوزدهم مستعمره خود کرد.
کامبوج از سال ۱۸۶۳ تا ۱۹۵۳ سرزمین تحت‌الحمایه فرانسه تلقی می‌شد و در سال ۱۹۴۱ به اشغال ژاپن درآمد و در همین سال نیز بود که شاهزاده نوردوم سیهانوک به مقام سلطنت رسید.
اشغال توسط ژاپن در سال ۱۹۴۵ پایان یافت و کامبوج توانست پس از ۱۰۰ سال استعمار فرانسویان به رهبری پادشاه در سال ۱۹۵۳ استقلال کامل خود را کسب کند، اما سیهانوک در سال ۱۹۵۵ سلطنت را به پدر خود واگذار کرد تا بتواند در فعالیت‌های سیاسی شرکت داشته باشد.
جنبش خمرهای سرخ در سال‌های ۱۹۷۰ بسیار محدود بود. رهبر آنان پل پوت در فرانسه تحصیلات خود را به پایان رسانده بود و یک کمونیست طرفدار مائو چین بود. او همچنین مظنون به داشتن رابطه با کمونیست‌های ویتنام شمالی بود. بمباران‌های آمریکایی‌ها و همدستی لون نول با آنان باعث پیوستن نیروهای تازه به جنبش خمرهای سرخ گشت. در آن زمان ویتنام شمالی و چین نیز آموزش‌های نظامی به این گروه می‌دادند. این روال ادامه پیدا کرد به‌طوری‌که در سال ۱۹۷۵ نیروهای پل پوت به مرز هفتصد هزار نفر رسیده بودند؛ بنابراین ارتش لون نول به جز مبارزه با ویتنامی‌های کمونیست، درگیر کارزار با خمرهای سرخ (شاخه کمونیستی در داخل کامبوج) نیز گشت.
خمرهای سرخ به منظور کسب مشروعیت در میان مردم کامبوج، سیهانوک را به عنوان رئیس کشور، که نام آن را به کامپوچیا تغییر داده بودند، برگزیدند اما در سال ۱۹۷۶، با اعلام نظام جمهوری، خیو سامفان را به ریاست جمهوری و پول پوت را به نخست‌وزیری منصوب کردند و سیهانوک مجدداً به خارج پناهنده شد.
حکومت خمرهای سرخ تا سال ۱۹۷۹ و اشغال پایتخت توسط ویتنام شمالی ادامه داشت در حالیکه صدها هزار تن از شهروندان کامبوج، به خصوص اعضای طبقه متوسط، به دست دولت خمر سرخ به قتل رسیده و بیش از یک و نیم میلیون نفر نیز در اثر بیماری و قحطی جان داده بودند.
نابسامانی و جنگ چریکی کامبوج تا سال ۱۹۸۹ و خروج نیروهای ویتنامی ادامه داشت و در آن سال، هون سن، نخست‌وزیر، با کنار گذاشتن گرایش‌های سوسیالیستی و لغو نظام جمهوری، نام کشور کامبوج را برای این سرزمین برگزید. در سال ۱۹۹۳، نظام سلطنت به کامبوج بازگشت و سیهانوک مقام سلطنت را مجدداً برعهده گرفت.

## پادشاهی فونان (قرن اول - ۵۵۰)

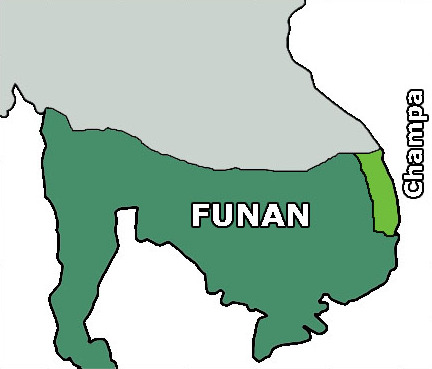
نقشه فونان در حدود قرن ۳

سالنامه‌های چینی حاوی سوابق مفصلی در مورد اولین دولت سازمان یافته شناخته شده، پادشاهی فونان، در قلمرو کامبوج و ویتنام کنونی است که با «جمعیت زیاد و مراکز شهری، طبقه بندی اجتماعی-سیاسی [و] مشروعیت توسط ایدئولوژی‌های مذهبی هند» وجود داشته‌است. در حوالی رودخانه‌های مکونگ و بساک از قرن اول تا ششم میلادی با «شهرهایی که دارای دیوار و دژ هستند» مانند آنگورور بوری در استان تاکو و اکو ائو در استان مدرن آن گیانگ، ویتنام محصور بوده‌است.

## پادشاهی چنلا (قرن ششم - ۸۰۲)
تاریخچه چینی دودمان سوئی شامل اسنادی است که یک دولت به نام چنلا (Chenla) را شامل می‌شود و اینگونه می‌گوید که که چنلا از ایالت‌های فونان بوده که سپس با حاکمیت سیتراسنا-مهندراارمن استقلال پیدا می‌کنند.

## امپراتوری خمر (۸۰۲–۱۴۳۱)

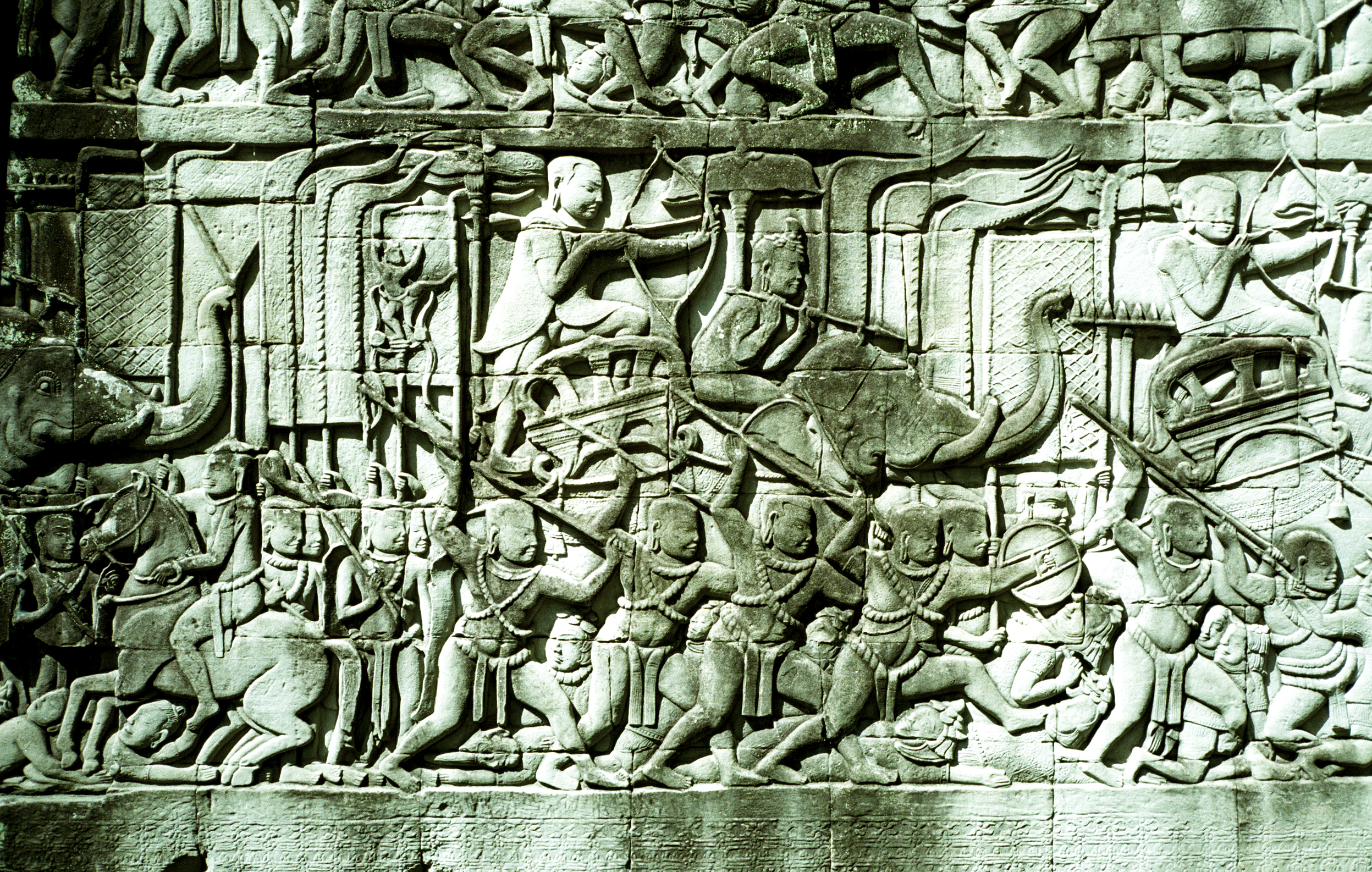
تیراندازی با کمان روی فیل

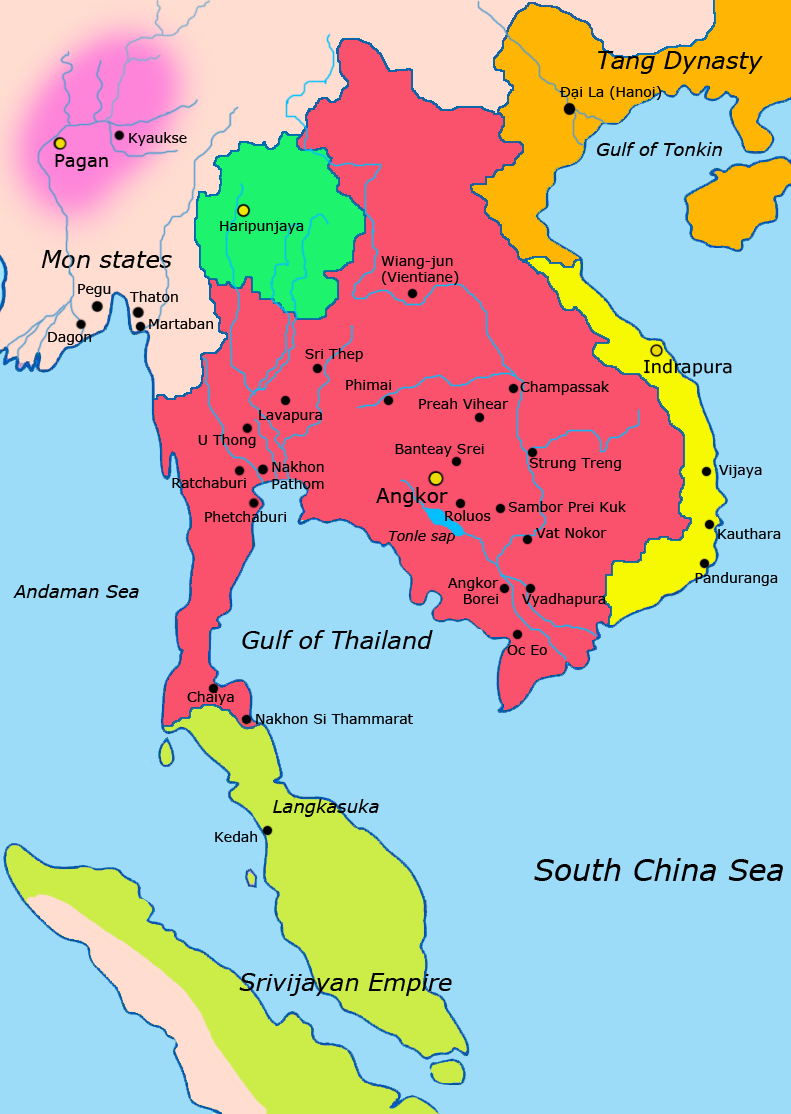
نقشه آسیای جنوب شرقی. ۹۰۰ پیش از میلاد، نشان دادن امپراتوری خمر به رنگ قرمز، چمپا زرد و هاریپونجی با سبز و کشورهای اطراف

شش قرن امپراتوری خمر با پیشرفت و دستاوردهای فنی و هنری بی نظیر، یکپارچگی سیاسی و ثبات اداری مشخص می‌شود. این امپراتوری نمایانگر الگوی فرهنگی و فنی تمدن پیش صنعتی کامبوج و آسیای جنوب شرقی است.
قبل از امپراتوری خمر، چنلا، یک قطب حاکم در حال تغییر مراکز قدرت بود که در اوایل قرن هشتم به لند چنلا و واتر چنلا تقسیم شد. در اواخر قرن 8th آب چنلا توسط امپراتوری سریویجایا مالزی و جاوا از امپراتوری شیلندرا قطع شد و در نهایت در جاوا و امپراتوری سریویجایا گنجانیده شد. جیوارمن دوم، حاکم سرزمین چنلا، مراسم دست‌گذاری اسطوره ای هندو را در کوه کولن (کوه ماهندرا) در سال ۸۰۲ میلادی آغاز کرد و قصد داشت استقلال سیاسی و مشروعیت سلطنتی را اعلام کند. همان‌طور که خود را دیواراجا - خدا-پادشاه، الهی منصوب و بدون اعتراض اعلام کرد، او همزمان استقلال را از شیلندرا و سریویجایا اعلام کرد. وی هاریهارالایا، اولین پایتخت منطقه آنگورا را در نزدیکی شهر مدرن روولووس تأسیس کرد.

## جمهوری خمر
در خلال جنگ ویتنام، نیروهای ویتنام شمالی اردوگاه‌هایی را در داخل کامبوج ایجاد کردند تا به عملیات علیه آمریکاییان مبادرت ورزند و در نتیجه، روابط کامبوج و ایالات متحده تیره شد.
در سال ۱۹۷۰، در حالیکه شاهزاده سیهانوک، در سفر خارج بود، ژنرال لون نول، نخست‌وزیر، دست به کودتا زد و جمهوری خمر را تشکیل داد و به ریاست‌جمهوری خمر رسید. وی به گسیل نیروهای ارتش برای مقابله با نیروهای ویتنام شمالی در داخل کامبوج مبادرت کرد.
سیهانوک به چین پناهنده شد و یک نهضت چریکی را برپا کرد. سیهانوک و طرفداران او با یک گروه شبه نظامی کمونیست به نام خمرهای سرخ که در سال ۱۹۶۰ تشکیل شده بود هم‌پیمان شدند و به ارتش لون نول حمله کردند و بدین ترتیب جنگ داخلی آغاز شد. دولت جمهوری خمر هم‌زمان با حملات ویتنام شمالی و فعالیت چریک‌های کمونیست خمر سرخ مواجه بود که سرانجام در سال ۱۹۷۵، دولت لون نول را سرنگون کردند و با اشغال پنوم پن، پایتخت، حکومت را در دست گرفتند.
در همین برههٔ زمانی، همسایه شرقی کامبوج، یعنی ویتنام نیز درگیر جنگ برای استقلال از فرانسویان بود. در سال ۱۹۵۴ فرانسویان از ویتنام بیرون رانده شدند و دو کشور ویتنام شمالی کمونیست و ویتنام جنوبی متمایل به غرب (پشتیبانی شده از طرف ایالات متحده آمریکا) به وجود آمدند. سپس در فاصله کوتاهی جنگ داخلی در این کشور شدت گرفت و گروهی با نام ویت‌کنگ، متشکل از شبه نظامیان ویتنامی کمونیست (پشتیبانی شده توسط دولت ویتنام شمالی و چین) در جنگل‌های ویتنام جنوبی مستقر شدند و علیه ارتش کشور ویتنام جنوبی به مبارزه پرداختند. در سال ۱۹۶۴ ایالات متحده آمریکا در مبارزه با کمونیست‌ها با ویتنام وارد جنگ شد.
در زمان فرمانروایی شاهزاده سیهانوک، کامبوج توانست بی‌طرفی خود را در جنگ ویتنام با امتیاز دادن اندک به هر دو طرفین حفظ نماید؛ ولیکن با سر کار آمدن لون نول در کامبوج وضعیت تغییر نمود. پس از مسلط شدن لون نول که توسط آمریکایی‌ها نیز پشتیبانی می‌شد، ارتش ایالات متحده با خیال راحت وارد کامبوج شده و شروع به مبارزه علیه گروه شبه‌نظامی ویت کونگ نمود، و بدین ترتیب کامبوج تبدیل به یکی از عرصه‌های مبارزه جنگ ویتنام شد. در طول چهار سال بعد از آن بمب‌افکن‌های ب-۵۲ ایالات متحده با استفاده از بمب‌های آتش‌زا و خوشه‌ای حدود هفتصد و پنجاه هزار کامبوجی را در تعقیب و انهدام خطوط اذوقه‌رسانی نیروهای ویتنام شمالی به قتل رساندند.

## خمرهای سرخ

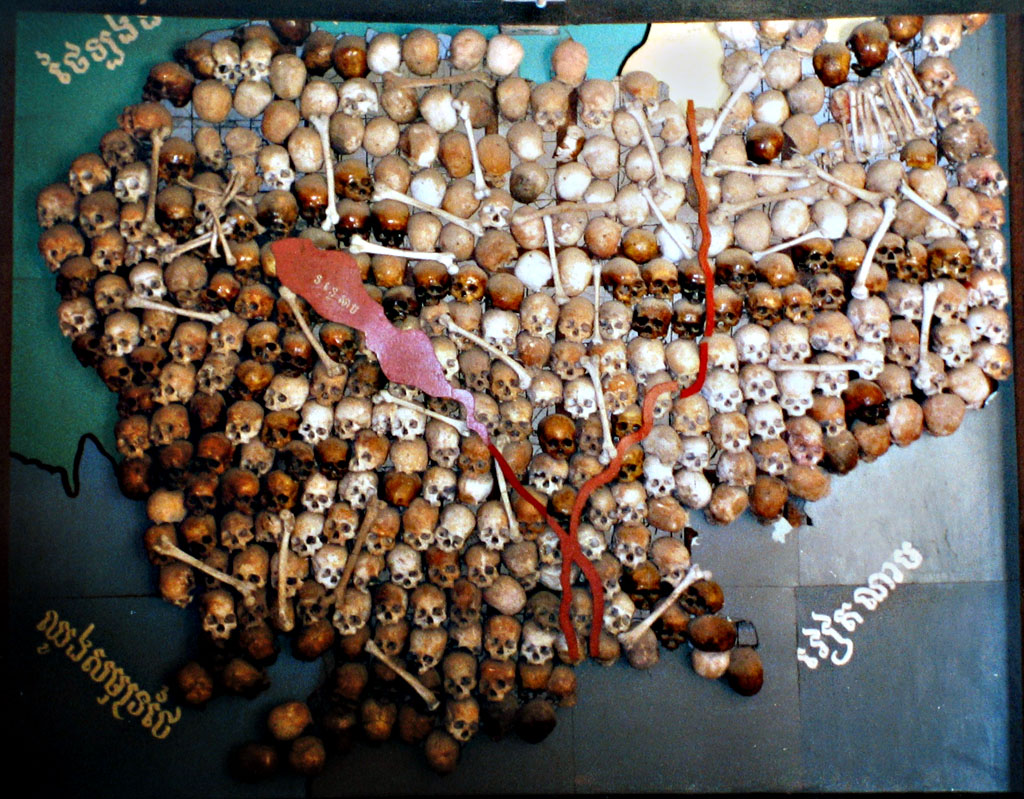
نقشه‌ای از کامبوج که با استخوان‌های قربانیان خمر سرخ ساخته شده‌است، موزه توئول سلنگ

هسته اصلی خمرهای سرخ در آغاز دههٔ ۱۹۵۰ در محفل بستهٔ چند دانشجوی کامبوجی مقیم پاریس از جمله جوانی به نام «سالوت سار» پایه‌ریزی شد. سالوت سار بعدها با نام مستعار پول پوت در رأس «کمپوچیای دمکراتیک» قرار گرفت، پول پوت منطق استالینی را با ایدئولوژی مائوییستی انقلاب فرهنگی چین و ناسیونالیسم کامبوجی درآمیخت.
در پی پایه‌گذاری «کمپوچیای دمکراتیک» نهاد مرموزی به نام «سازمان» (آنگکار) بر کامبوج مسلط شد و این سرزمین را به یک اردوی کار بزرگ بدل کرد.
در هفدهم آوریل ۱۹۷۵ نیروهای «خمر سرخ»، به رهبری پول پوت، شهر دو میلیون و سیصد هزار نفری پنوم پن را اشغال کردند و «جمهوری دمکراتیک کامبوج» را به جای نظام هوادار غرب نشاندند. چهل و هشت ساعت بعد، تمامی جمعیت پایتخت، به فرمان فاتحان، خانه و کاشانه خود را رها کرده و بدون کمترین آمادگی، به سوی روستاها و جنگل‌ها رانده شدند. بدین سان شهر بزرگ پنوم پن به شهر ارواح بدل شد و تنها شماری از صاحب‌منصبان ارشد نظام تازه، همراه با چند شکنجه‌گاه، در آن منزل گزیدند.
مهم‌ترین «بنای تاریخی» پول پوتیسم، مدرسه بزرگی است در قلب پنوم پن که در سال‌های سلطه خمر سرخ به یک شکنجه‌گاه بزرگ با نام «توئول سلنگ» یا «اس ۲۱» بدل شد.